# سارا جی. باکستون
سارا جی. بوکستون (انگلیسی: Sarah G. Buxton؛ زادهٔ ۲۳ مارس ۱۹۶۵) بازیگر اهل ایالات متحده آمریکا است.
از نقش‌آفرینی‌های معروف او می‌توان به بازی در کمتر از صفر، حتما، به مامان نگو پرستار بچه مرده و سانست بیچ اشاره کرد.